# Le Revenant (película de 1910)
El renacido (en francés: Le Revenant; pronunciado /lə ʁəvnɑ̃/) es una película muda francesa de diez minutos cuarenta segundos de duración dirigida por Georges Denola, producida por la Société cinématographique des auteurs et gens de lettres, distribuida por Pathé y estrenada el 21 de octubre de 1910.

## Personajes
- Gastón Séverin.
- Henry Krauss.
- Henri Étiévant.
- Georges Paulais.